# Apioscelis columbica
Apioscelis columbica är en insektsart som beskrevs av Brunner von Wattenwyl 1890. Apioscelis columbica ingår i släktet Apioscelis och familjen Proscopiidae. Inga underarter finns listade i Catalogue of Life.